# Miami Fusion FC

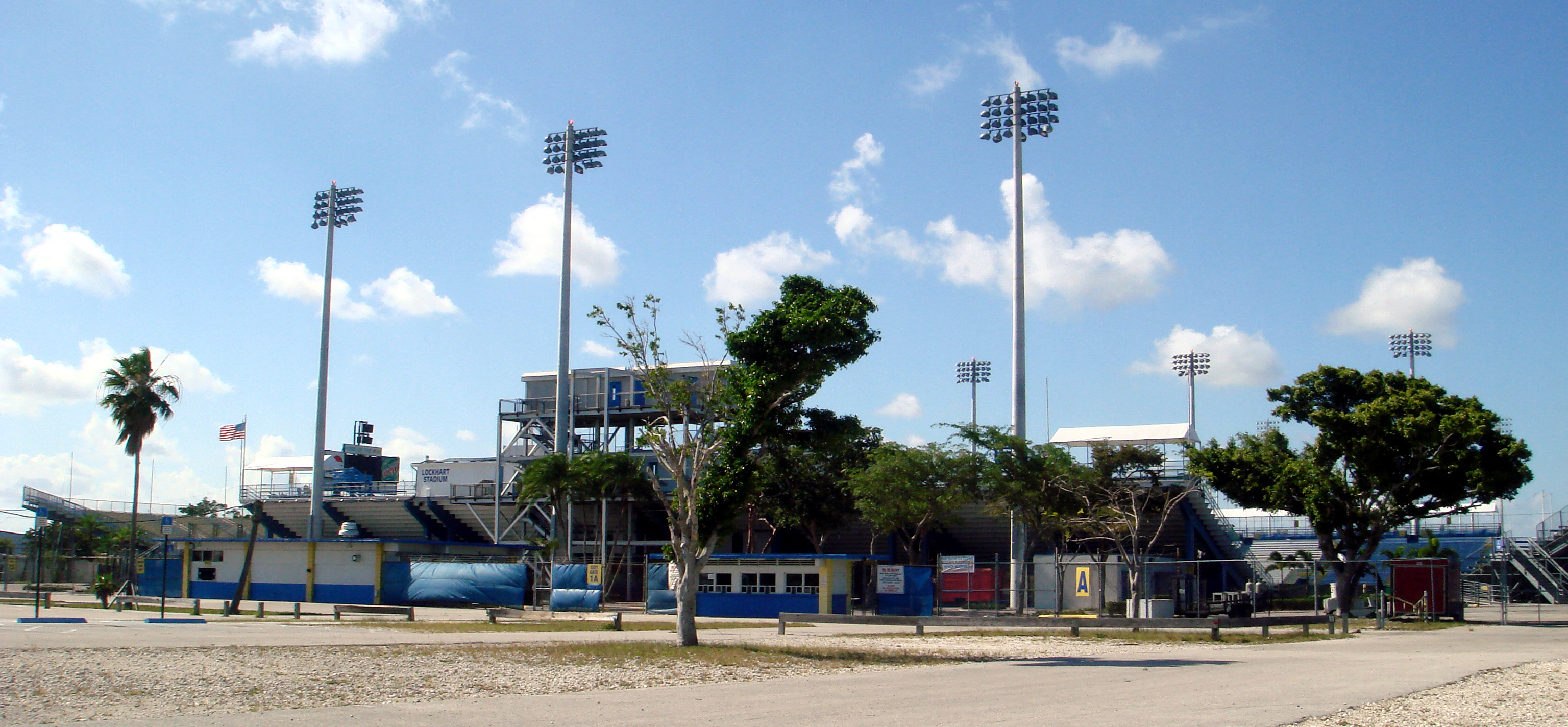
Lockhart Stadium

Miami Fusion F.C. was een Amerikaanse voetbalclub uit Fort Lauderdale. De club werd opgericht in 1997 en opgeheven in 2001. De thuiswedstrijden werden gespeeld in het Lockhart Stadium, dat plaats biedt aan 20.450 toeschouwers. De clubkleuren waren blauw-wit.

## Erelijst
- MLS Supporters' Shield

Winnaar: 2001 (1x)
- U.S. Open Cup

Finalist: 2000 (1x)

## Bekende (ex-)spelers
- Pablo Mastroeni (1998-2001)
- Nick Rimando (2000-2001)
- Carlos Valderrama (1998-1999)
- Eric Wynalda (1999-2000)

## Geschiedenis
| - 1994: Op 16 november werd Miami Fusion Football Club opgericht. - 1998: 4e plaats Eastern Conference MLS (1e niveau) Kwartfinale MLS Cup Kwartfinale U.S. Open Cup - 1999: 4e plaats Eastern Conference MLS Kwartfinale MLS Cup - 2000: 3e plaats Eastern Division MLS Finale U.S. Open Cup - 2001: 1e plaats Eastern Division MLS Winnaar MLS Supporters' Shield (1e titel) Halve finale MLS Cup - 2002: Op 8 januari werd de club opgeheven. |